# Emilio Aspro
Emilio Aspro in lingua latina: Aemilius Asper, (fl. I-II secolo) è stato un grammatico latino che visse probabilmente nel I secolo o alla fine del II secolo.

## Lavori
Scrisse commenti su Terenzio, Sallustio e Virgilio, che trattano del contenuto e della forma, includendo parallelismi con altri autori. Numerosi frammenti del commento a Virgilio mostrano che, sia come critico che come commentatore, possedeva buon giudizio e gusto. Sono stampati in Keil, Probi in Vergilii Bucolica Commentarius (1848), vedi anche Suringar, Historia Critica Scholiastarum Latinum (1834) e Grafenhan, Geschichte der klassischen Philologie im Alterthum, IV (1843–1850).
Due brevi trattati grammaticali, esistenti sotto il nome di Asper, e di scarso valore, non hanno niente a che fare con lui, ma appartengono a una data molto più tarda; l'epoca di Prisciano (VI secolo). Entrambi sono stampati in Keil, Grammatici Latini.
Si pensa che Elio Donato abbia preso in prestito liberamente da Aspro.